# Alexandru Șerbănescu
Căpitanul aviator Alexandru Șerbănescu, cunoscut ca „Alecu”, (n. 17 mai 1912, Colonești, România – d. 18 august 1944, Viperești, Buzău, România) a fost un ofițer de vânători de munte și pilot de vânătoare din România, as al aviației de vânătoare române în timpul celui de al Doilea Război Mondial. Format inițial ca vânător de munte, a fost atras de aviație, devenind mai întâi observator aerian, iar în 1941 pilot, zburând inițial pe avionul IAR 80, iar ulterior pe Bf 109G.
A participat la campaniile de la Stalingrad, Dniepropetrovsk și Mariupol, unde a luptat alături de aviația germană împotriva aviației URSS; a participat la apărarea regiunii petrolifere Ploiești, împotriva aviației de bombardament americane. A fost comandantul Grupului 9 Vânătoare.
A căzut eroic în lupta împotriva Aliaților, copleșit de escorta de Mustanguri ale operațiunii de bombardament american asupra Ploieștiului din 18 august 1944. În momentul căderii era asul cu cel mai mare număr de victorii aeriene (47) din Forțele Aeriene Regale ale României. A fost înmormântat cu onoruri militare în Cimitirul militar Ghencea în data de 22 august 1944.
A fost citat de două ori pe ordin de zi și decorat cu numeroase ordine și medalii. Numele eroului căpitan aviator Alexandru Șerbănescu îl poartă acum Baza 95 Aeriană Bacău.

## Formarea

### Vânător de munte

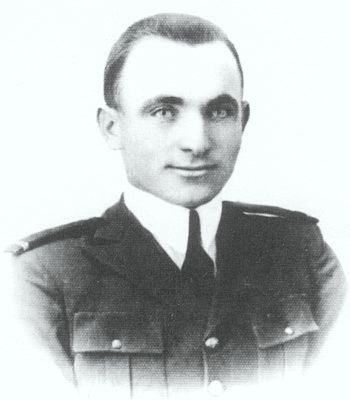
Alexandru Șerbănescu la liceul militar.

Cel ce avea să devină căpitan aviator Alexandru Șerbănescu s-a născut la 17 mai 1912 în Colonești, județul Olt, fiind al treilea copil din cei șase ai soților Alexandru (notar) și Maria Șerbănescu (casnică). Urmează școala primară în satul său natal, apoi gimnaziul la Iași. În 1927 devine elev la Liceul Militar „Nicolae Filipescu” de la Mănăstirea Dealu, liceu pe care îl absolvă în anul 1931. În continuare se înscrie la Școala Militară de Ofițeri de Infanterie „Principele Carol”, Sibiu. În timpul școlii se remarcă prin firea sa voluntară și pasiunea pentru sport. Termină această școală în anul 1933, fiind clasat al 70-lea din 456.

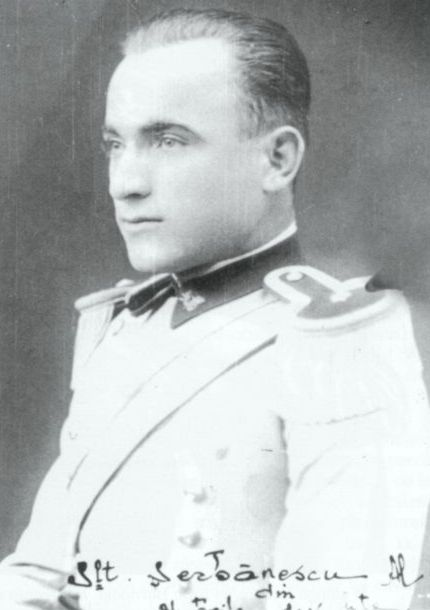
Alexandru Șerbănescu în ținuta de gală de vânător de munte.

Având din 1 iulie gradul de sublocotenent, acordat prin Înaltul Decret nr. 1931/1033, este repartizat la Batalionul 3 Vânători de Munte Brașov. Aici își arată aptitudinile militare, primind aprecierea comandantului batalionului, lt. col. Gheorghe Constantinescu. În 25-26 septembrie 1933 face parte, ca ofițer din garnizoana Sinaia, dintre cei invitați la serbările prilejuite de semicentenarul Castelului Peleș, ocazie cu care primește Medalia comemorativă Peleș. 
În 1934 devine comandantul plutonului „mitraliere”, iar la manevrele din toamna aceluiași an a comandat pe rând plutoanele de pușcași, mitraliere și mortiere, primind aprecieri elogioase. Dorind să se perfecționeze, în perioada 1 septembrie 1935 – 31 octombrie 1936 urmează cursurile Școlii de Aplicații a Infanteriei, unde, la „Tactica infanteriei” obține cel mai bun rezultat dintre toți cursanții. La terminarea cursurilor primește din partea comandantului școlii, col. N. Hașieganu, recomandarea pentru gradul superior.

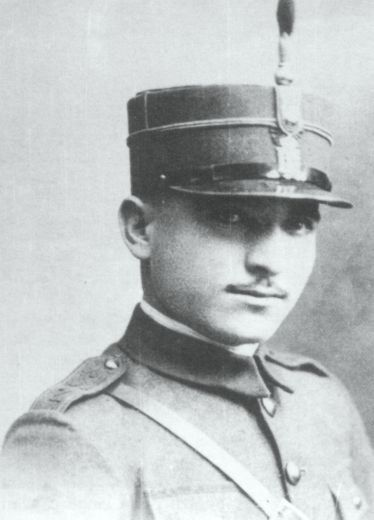
Alexandru Șerbănescu în ținuta de campanie.

Revine la Brașov, unde primește din nou comanda unui pluton de pușcași, cu care face aplicații peste tot în Munții Bucegi, ajunând să cunoască foarte bine împrejurimile Brașovului. Demonstrând reale calități de schior alpinist și având o foarte bună rezistență fizică, în anul 1937 i se încredințează comanda unui pluton alpin. Este selecționat în echipa celor mai buni schiori ai trupelor de uscat. La concursul de schi al Diviziei 2 Vânători de Munte se clasează al doilea la proba de schi coborâre, iar la concursul de trageri al Brigăzii 1 Vânători de Munte câștigă proba de aruncare a grenadei. În urma manevrelor efectuate în Munții Cindrel este clasificat ca ofițer de elită. În 24 ianuarie 1938 este avansat prin Înaltul Decret nr. 260/1938 în mod excepțional la gradul de locotenent. În anul 1938 câștigă proba de schi coborâre la concursul pe brigadă. Ultima sa aplicație majoră ca vânător de munte are loc în toamna aceluiași an în Munții Apuseni.

### Observator aerian
La 1 noiembrie 1938 este detașat la Institutul național de Educație Fizică, secția militară, însă nu va termina această școală deoarece se înscrisese la cursurile Școlii de Observatori aerieni, pe care le urmează în perioada 1 februarie – 31 iulie 1939. Absolvă acest curs cu media 6,99 fiind al 29-lea din 76 și este brevetat observator aerian prin Ordinul de Comandament al Forțelor Aeriene nr. 78/1939. Se hotărăște să abandoneze arma vânător de munte și să devină aviator.

### Pilot militar
În iarna dintre anii 1939 (1 noiembrie) și 1940 (1 aprilie) urmează cursurile teoretice de zbor (Cursul Tehnic Complementar) la Școala de Ofițeri de Aviație „Regele Carol al II-lea”. La 1 aprilie 1040, prin certificatul de absolvire este clasificat al 15-lea din 32 și în aceeași zi, la vârsta de aproape 28 de ani, începe școala de zbor la Ziliștea. Zboară pe avioane Fleet F-10G, IAR-27, RWD-14 Czapla, Potez 25 și IAR-38, acumulând 106 ore de zbor și obținând brevetul de pilot de război pe aparate IAR 80 la 31 octombrie 1940. Este repartizat ca instructor de zbor cu aparatul Nardi FN-305 la Escadrila 1 Elevi de la Școala de Ofițeri pentru Aviație Ghimbav. Neavând niciun incident și având vechime în grad, prin Înaltul Decret nr. 2150/1941 este confirmat „combatant navigant” în aeronautică și zboară pe IAR 80 la Școala de Perfecționare (în vânătoare, 1941) de la Roșiorii de Vede. Aici are primul incident aviatic, punând „în pilon” un aparat PZL 11B.

Avioane de școală de tipul celor pe care a zburat Al. Șerbănescu
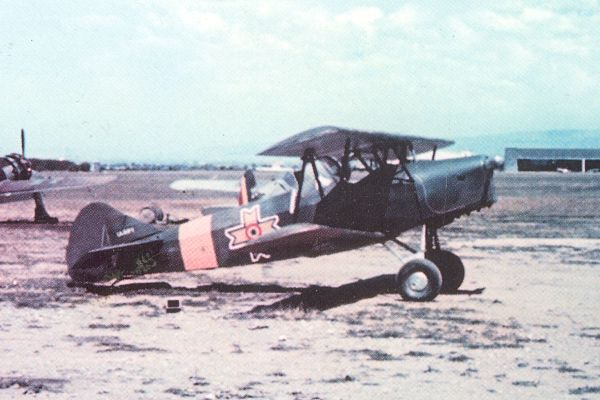
Avion Fleet F-10G.
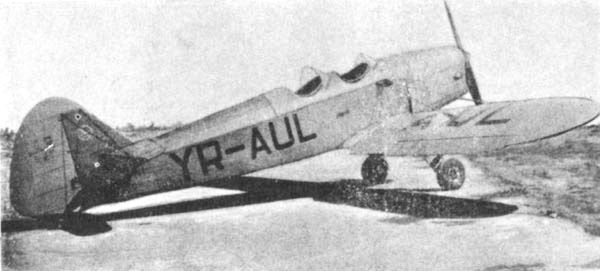
Avion de școală IAR 27
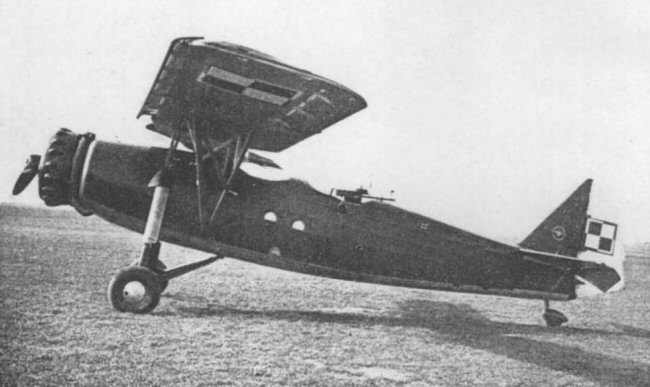
Avion de recunoaștere RWD-14 Czapla
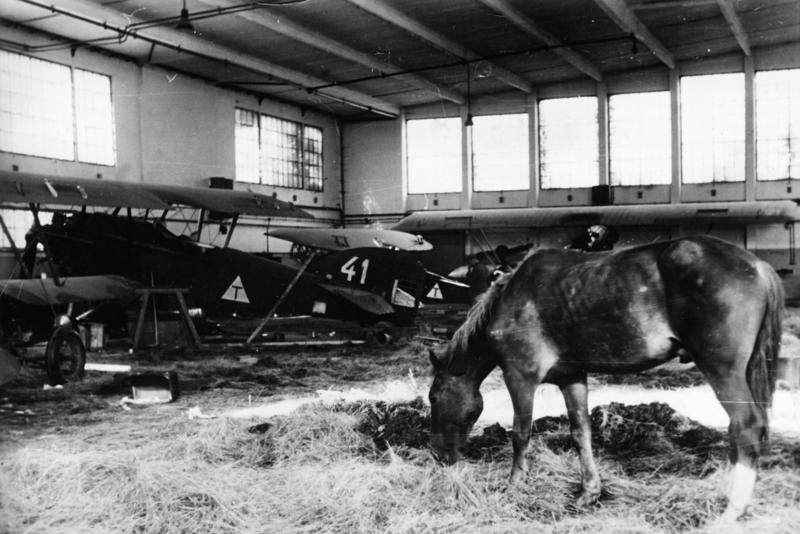
Avioane Potez 25
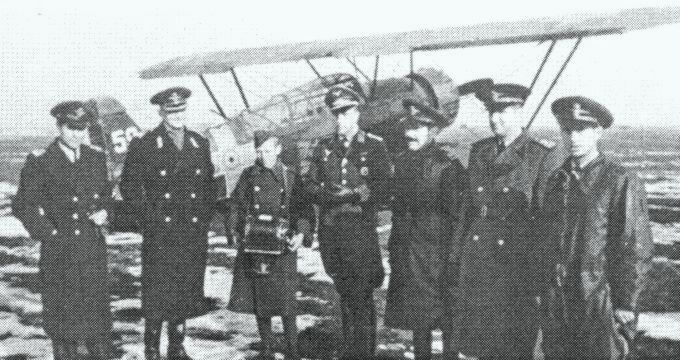
Avionul IAR 38 nr. 50
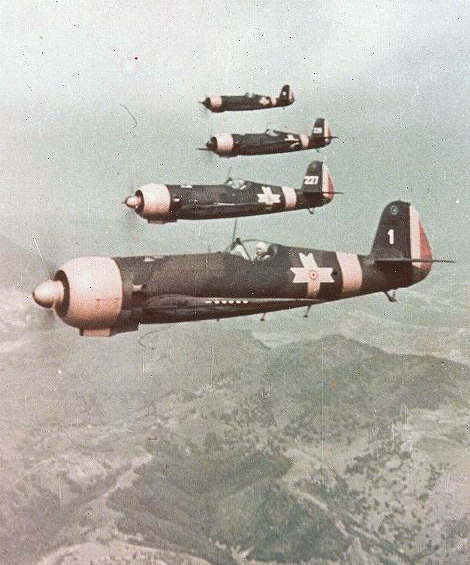
Avioane IAR 80
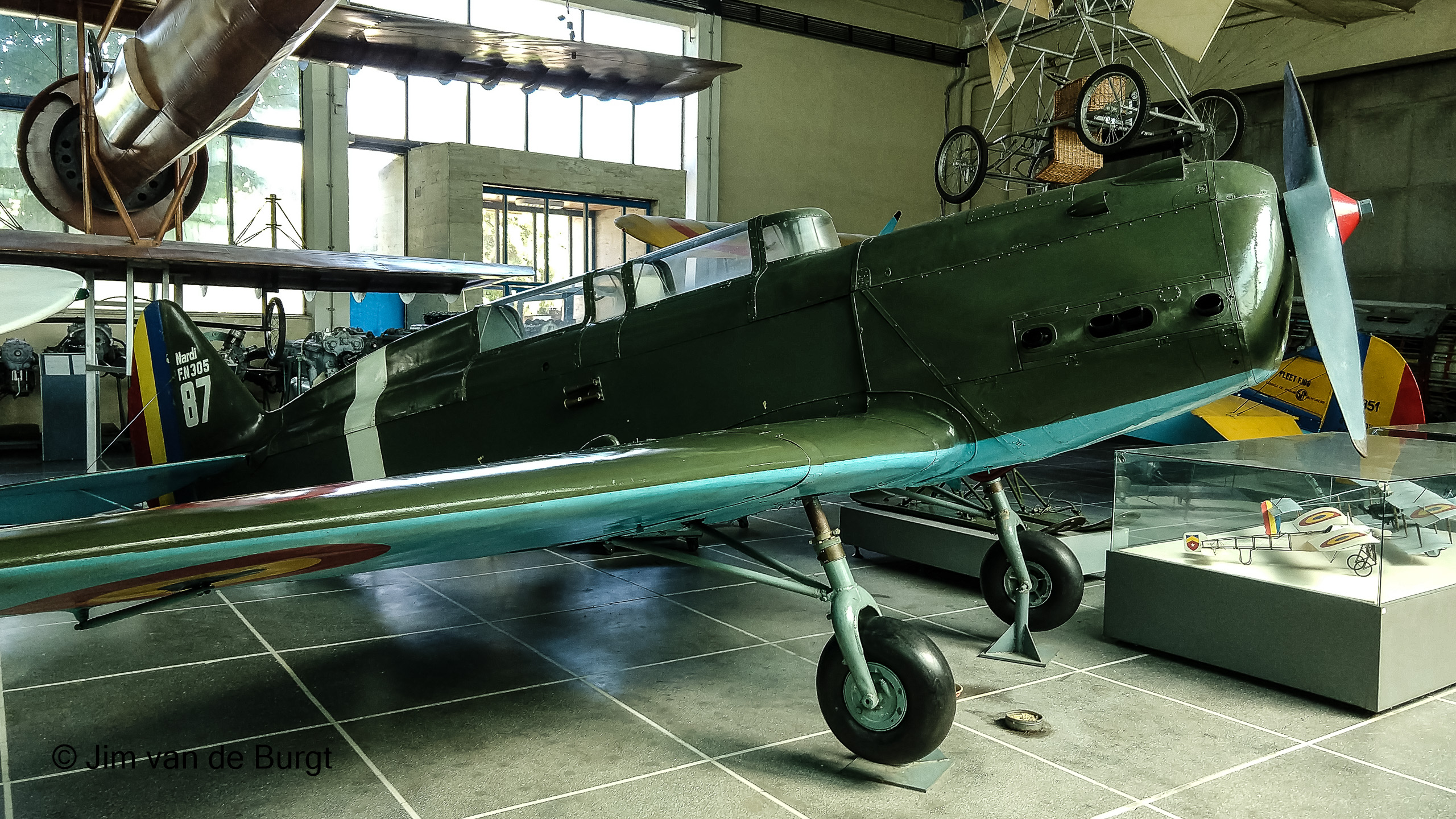
Avion Nardi FN.305A
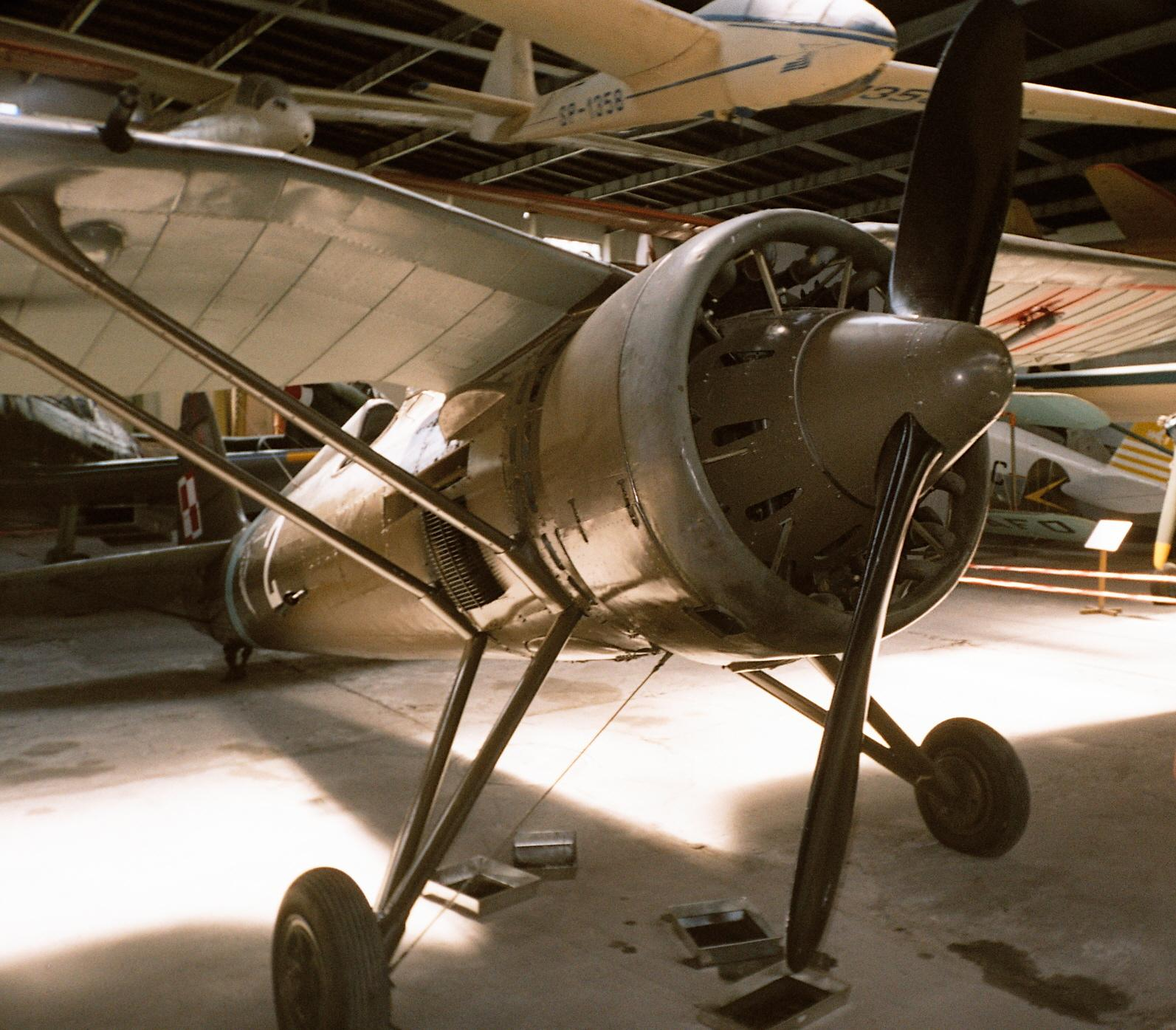
Avion PZL P.11

Grupul 7 Vânătoare, aparținând Flotilei 1 Vânătoare, care făcea parte din Gruparea Aeriană de Luptă, a fost înființat la 1 iunie 1940, fiind comandat de lt. comandor Alexandru Popișteanu. Inițial grupul era format din Escadrila 53 Vânătoare, dotată cu 10 avioane Hawker Hurricane și Escadrila 57 Vânătoare, dotată cu avioane Messerschmitt Bf 109E. Grupul a fost completat prin înființarea la 18 februarie 1941 a Escadrilelor 56 și 58 Vânătoare, dotate și ele cu avioane Bf 109E, iar escadrila 53 a fost mutată la Grupul 5 Vânătoare, ce făcea parte din aceeași flotilă. În 1941, după 22 iunie, grupul a luptat în Basarabia, Bucovina și la Odesa. În această perioadă Flotila 1 Vânătoare a obținut 146 victorii aeriene sigure, 18 probabile și 47 de victorii la sol.
Grupul 9 Vânătoare, aparținând aceleiași flotile, a fost înființat la 19 aprilie 1942, fiind comandat de lt. comandor Gheorghe Borcescu. Era format din Escadrila 47 Vânătoare, comandată de lt. av. Lucian Toma și Escadrila 48 Vânătoare, comandată de lt. Ion Bozero. Grupul era dotat cu avioane IAR 80 și încadrat cu proaspăta promoție 1941 de aviatori. Misiunea grupului este protecția teritoriului național, având baza la Pipera.
La 22 iunie 1941 (data intrării României în cel de al Doilea Război Mondial) lt. Al. Șerbănescu este mobilizat prin Înaltul Decret nr. 1798/1941. La începutul anului 1942 i se aprobă mutarea la Flotila 1 Vânătoare, la care va ajunge în aprilie. Aici, la Grupul 9 Vânătoare, nou înființat, acumulează 60 de ore de zbor pe IAR 80 în misiuni de alarmare pe malul mării, la Constanța. Dorind să plece pe front, este mutat la Grupul 7 Vânătoare, unde trece pe Bf 109 E7.
În 28 iulie 1942, lt. av. Șerbănescu, antrenându-se la Mizil cu Grupul 7 Vânătoare accidentează la aterizare aparatul Bf 109 nr. 62, care suferă avarii la planul stâng și trenul de aterizare. De remarcat că aceste accidente nu erau neobișnuite, pe durata antrenamentului (1 aprilie – 31 iulie 1942) având loc 13 accidente, cu avarierea a 11 aparate, inclusiv de către piloți consacrați ca Nicolae Polizu-Micșunești și Horia Agarici.

## Campanii în război

### 1942, cu Grupul 7 Vânătoare la Stalingrad

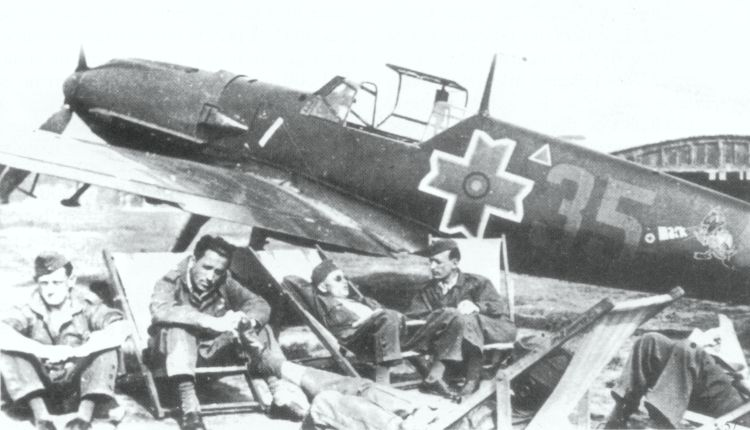
Avionul Bf 109E nr. 35, despre care se crede că a fost al lui Șerbănescu la Stalingrad.

La începutul lunii septembrie Grupul 7 Vânătoare este trimis la Stalingrad. Ajunge aici pe ruta Pipera – Tecuci – Tiraspol – Nicolaev – Melitopol – Rostov-pe-Don – Tuzov.. Aici, grupul începe să acționeze începând cu 9 septembrie, având în dotare 25 de avioane Bf 109E. Intrând în luptă apar numeroase pierderi, în 12 septembrie fiind doborât cpt. av. Alexandru Manoliu, comandantul escadrilei 57. Lt. av. Al. Șerbănescu, fiind al doilea la comandă, preia provizoriu comanda escadrilei (fiind confirmat oficial la comandă prin ordin în 8 octombrie) până în 1 noiembrie, când predă comanda escadrilei cpt. Bozero. Misiunile erau de protecție a bombardierelor care atacau Stalingradul, iar românii s-au achitat așa de bine de ele, că la 15 septembrie au primit mulțumirile generalului de divizie german Martin Wierbig.
Prima victorie aeriană a lui Al. Șerbănescu survine în 17 septembrie, când 7 avioane Iak refuză lupta cu vânătoarea română, însă aceasta pornește în urmărirea lor, Șerbănescu doborând unul. Toată luna septembrie aviația română și germană au avut superioritatea aeriană absolută, rarele angajări (și victorii aeriene) fiind asupra avioanelor bimotoare Petliakov Pe-2 care încercau să le bombardeze aerodromul. Pe 25 septembrie Șerbănescu obține a doua sa victorie, asupra unui biplan.

Cpt. Șerbănescu la terminarea campaniei de la Stalingrad. Având 6 victorii, era considerat as.

În 7 octombrie grupul se mută pe aerodromul Karpovka, la 40 km de Stalingrad. Aici, grupul se pregătește de iernat, iar Șerbănescu are ocazia să-și demonstreze cunoștințele de vânător de munte la amenajarea bordeielor. Însă inițiativa trecuse în mâna sovieticilor. În 17 octombrie frontul a fost spart la Cotul Donului, iar în 19 octombrie la Stalingrad. Într-o recunoaștere aeriană din 21 octombrie Șerbănescu constată că tancurile rusești se află la doar 6 km de aerodrom. În 22 noiembrie aerodromul a fost complet încercuit și s-a hotărât evacuarea sa de urgență.

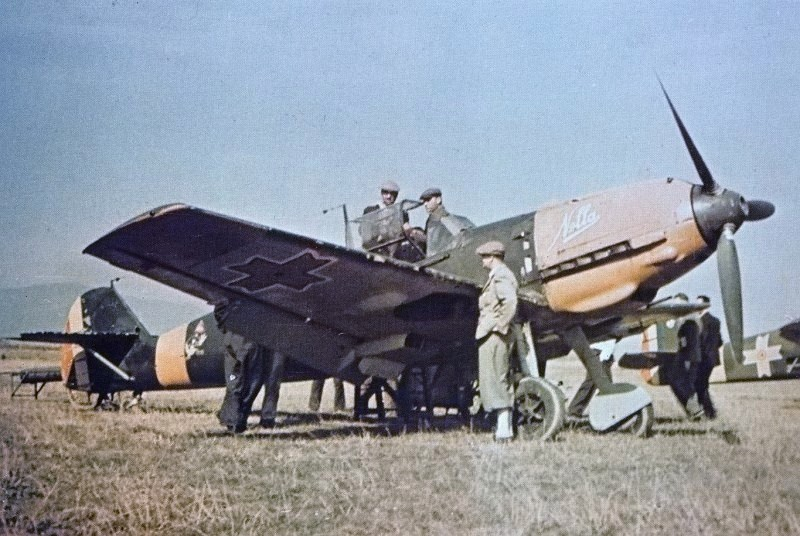
Avion Messerschmitt Bf 109E-7 folosit de Gr.7 Vt. la Stalingrad.

Deoarece se dispunea de doar două baterii (Bateria 102 Rheinmetall de 37 mm, comandată de lt. Romulus Apostolescu și cea AcA, de tip Reșița/Vikers M36 de 75 mm, comandată de lt. Șerbu), în noaptea respectivă Șerbănescu a plasat cozile avioanelor pe butoaie de benzină pentru a putea la nevoie trage razant cu armamentul avioanelor împotriva tancurilor, acțiune inspirată tot de formația sa de vânător de munte. Dimineața avioanele care au putut au decolat, piloții luând cu ei și mecanicii, înghesuiți în locul stațiilor de radio. Au reușit să plece din încercuire Dicezare, N. Iolu, Greceanu, Dușescu, Vinca, Mălăcescu, Panaite, Șerbănescu și încă cinci, în total 13 avioane, care au aterizat la aerodromurile Morozovskaia și Tacinskaia (mai la S-V de Morozovskaia). Prin abandonarea aerodromului, grupul a pierdut 12 aparate Bf 109, dintre care 7 defecte și 5 lovite de tirul advers.
În ianuarie și februarie 1943 Gruparea Aeriană de Luptă, redenumită Corpul Aerian Român (CAR) execută misiuni cu escadrile mixte de vânătoare-bombardament, ceea ce îi dă ocazia lui Șerbănescu să mai doboare patru avioane. Rămași cu un singur avion de bombardament Heinkel He 111 și cu trei BF 109, la sfârșitul lunii februarie grupul mixt este trimis în țară pentru refacere. La 6 martie Alexandru Șerbănescu, având 6 victorii pe frontul Stalingradului, este avansat în mod excepțional la gradul de căpitan.

### 1943, cu flotila „Udet” și la Grupul 9 Vânătoare

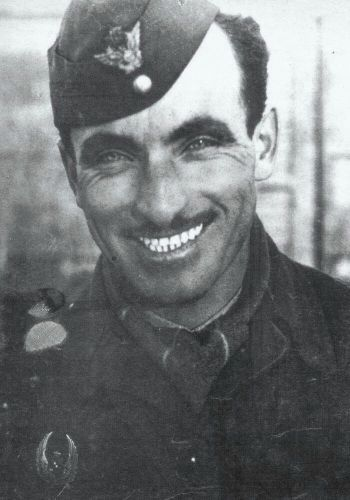
Alexandru Șerbănescu în 1943.

Scurta refacere în țară se termină în 10 martie 1943, când 38 de piloți de la Flotila 1 Vânătoare și Flotila 3 Vânătoare sunt trimiși la Dniepropetrovsk, la Jagdgeschwader (JG, flotilă de vânătoare) 3⁠(en)[traduceți] „Udet”, comandată de col. Wilke, să facă trecerea pe aparate Bf 109G4 („G”-uri), care în acel moment erau cele mai performante aparate. Formația româno-germană s-a numit Deutsch-Königlich Rumänischen Jagdverband (română Grupul de vânătoare regal româno-german), iar ofițerul de legătură era lt. Eberhard von Boremski (104 victorii). Comandant al grupului român este numit cpt. av. Gheorghe Radu, comandantul escadrilei 42 de la Mamaia, care însă nu avea experiență de front, iar cpt. Șerbănescu este numit comandant al escadrilei 57. După acomodare, grupul primește 40 de Bf 109G4 și G2 noi echipate sau cu un tun coaxial cu axul elicei, două mitraliere și lansatoare de bombe, sau cu trei tunuri, și deservite de personal german, însă, la cererea românilor și cu aprobarea lui Göring, înmatriculate cu însemne românești. Din 29 martie grupul începe să execute misiuni în sectorul Izium. Comandantul Gh. Radu este doborât în prima sa misiune, comanda luând-o cpt. av. Alexandru Șerbănescu.
Pe 12 aprilie Grupul 7 Vânătoare se mută pe aerodromul Kramatorskaia, de unde execută misiuni în zonele Izium, Voroșilovgrad, Kupiansk, Starobilsk și Barvinkove obținând numeroase succese. În 5 iunie grupul este chemat la Kirovograd la o paradă militară. Aceasta are loc în fața Regelui Mihai I, a mareșalului Ion Antonescu, a Statului Major al Aerului din parte română și a mai mulți ofițeri superiori din Luftwaffe, în frunte cu Generalfeldmarschall Wolfram von Richthofen, comandantul Luftflotte 4.
În 6 iunie cpt. Al. Șerbănescu este felicitat de mareșalul Antonescu, care îi înmânează Ordinul Virtutea Aeronautică clasa Crucea de Aur. Se ia decizia ca Grupul 9 Vânătoare să treacă și el pe Bf 109 și să lupte împreună cu grupul 7, astfel colaborarea cu flotila „Udet” se încheie. În perioada colaborării grupul 7 a avut 28 de victorii aeriene, pierzând trei piloți: cpt. av. Gh Radu, comandantul grupului, lt. av. (r) N. Polizu și slt. av. D. Enescu.
La 15 iunie avea 23 de victorii omologate, fiind cel mai bun vânător român, ceea ce i-a adus recunoașterea din partea aviației germane, care, prin Generaloberst Otto Deßloch, comandantul Flotei a IV-a Aeriene Germane, l-a decorat în data de 17 august cu Crucea de Fier cl. I.
La 12 iunie Grupul 7 Vânătoare se mută la Mariupol, iar cele 31 de „G”-uri ale grupului sosesc în 16 iunie. Aici, Șerbănescu obține prima victorie a grupului, un Iak în data de 24 iunie. În 17 iulie rușii sparg frontul de la Marea Azov. Grupul obține nu mai puțin de 15 victorii confirmate, dintre care 3 îi aparțin lui Șerbănescu, însă asta nu poate schimba situația de la sol. În 14 august grupul este suplimentat cu 10 piloți din Grupul 9 Vânătoare (între care Ion Dobran), care terminaseră trecerea pe Bf 109 la Tiraspol.

Așii români decorați în 30 august cu Ordinul Mihai Viteazul: Cantacuzino, Dicezare, Greceanu, Șerbănescu și Milu.

Cantacuzino și Șerbănescu împreună cu g-ral Jienescu cu ocazia decorării cu Ordinul Mihai Viteazul.

În 20 august, în timpul uneia dintre cele mai grele lupte aeriene, Șerbănescu este rănit la față și va rămâne cu o cicatrice. În 30 august primește din mâna ministrului subsecretar de stat al aerului g-ral de escadră Gheorghe Jienescu Ordinul Mihai Viteazul cl. a III-a. Avea în acel moment 27 de victorii omologate. Simultan cu el primesc Ordinul Mihai Viteazu cl. a III-a lt. (r) Constantin Cantacuzino („Bâzu”, 25 de victorii în acel moment), slt. av. (r) Ioan Dicezare, lt. av. Tudor Greceanu și adj. av. Ioan Milu.
În afară de succese apar și sincope. După ce au scos din raza de acțiune a vânătoarei și AcA inamice la vest de Limanul Molotnoe o formație din Grupul 8 Asalt, Șerbănescu și slt. av. Liviu Mureșan, împreună cu coechipierii lor, adj. Constantin Nicoară și adj. Romeo Neacșu, s-au întors să caute o formație de Il-2. Fiind preocupați de căutarea acestora, sunt surprinși de vânătoarea inamică. Primii trei sunt loviți, Liviu Mureșan este doborât, Constantin Nicoară aterizează în Marea Azov, de unde este pescuit de români, dar Șerbănescu, care era încă în teritoriul inamic, refuză să sară cu parașuta, pentru a nu fi făcut prizonier, și prelungește căderea până în fața Diviziei 4 Vânători de Munte, de unde se întoarce la baza sa de la Genitșesk. Rușii anunță că în urma acestei victorii au distrus Grupul 7 Vânătoare complet, dar se spune că Șerbănescu a zburat până la aeroportul sovietic cel mai apropiat și a aruncat un mesaj prin care-i invita să vină să vadă contrariul, promițând că nu-i va ataca, însă aviatorii ruși nu se hazardează.
Totuși, Grupul 7 Vânătoare se împuțina, astfel că în 23 octombrie Grupul 9 Vânătoare, care era antrenat la Tiraspol de către asul german Helmut Lipfert (203 victorii), a fost trimis la Genitșesk pentru a-l înlocui. Cei 14 veterani ai grupului 7 sunt reținuți pentru instruirea noilor sosiți. Cu toate că vremea s-a stricat, în noiembrie a plouat, iar în decembrie a fost ger, grupul 9 a executat numeroase misiuni de protecție ale avioanelor de asalt și bombardament. La 13 decembrie g-ral de escadră Emanoil Ionescu, comandantul CAR, decorează piloții distinși în luptele de la Melitopol și Nipru, între care se numără și cpt. Șerbănescu, decorat cu Ordinul Coroana României cl. a IV-a cu spade și panglică de Virtute Militară.

### 1944, comandant al Grupului 9 Vânătoare

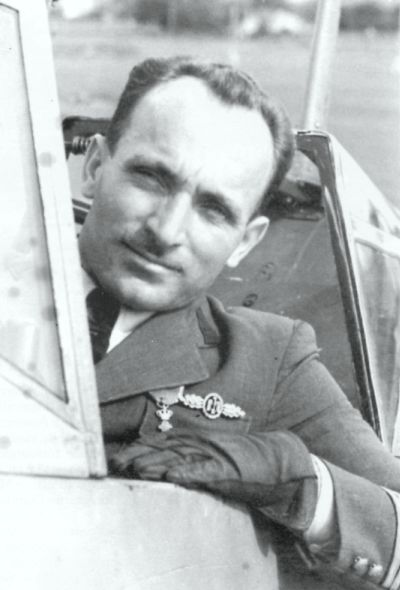
Alexandru Șerbănescu în 1944, decorat cu Ordinul Mihai Viteazul.

În 8 ianuarie Grupul 9 Vânătoare se mută pe aerodromul Lepetiha. Aici, în 14 ianuarie, sub ochii generalului Emanoil Ionescu are loc o bătălie între cpt. Șerbănescu și 11 avioane Iak care atacau aerodromul. Șerbănescu reușește să doboare unul, ceea ce îi va aduce citarea pe ordin de zi.
Datorită înaintării frontului sovietic, în 9 februarie Grupurile 8 Asalt și 9 Vânătoare se retrag la Nicolaev, unde grupul 9 primește misiuni de protejare a șoselei Nikolaev-Odesa. Reîntors din țară în 11 februarie, cpt. Șerbănescu preia în 13 februarie comanda Grupului 9 Vânătoare. În acel moment din grup făceau parte Escadrila 47 Vânătoare, comandant lt. av. Gheorghe Popescu Ciocănel, Escadrila 48 Vânătoare, comandant lt. av. Tudor Greceanu și Escadrila 56 Vânătoare, comandant slt. av. Hariton Dușescu. Coechipierul lui Șerbănescu era adj. av. Ioan Mucenica. Grupul are ca ofițeri de legătură cu armata germană pe slt. av. Ludwig Neuböck (32 victorii) și pe subofițerul av. Ernest Stengel, care formau și ei o celulă combatantă. În calitate de comandant își prezintă subordonaților crezul privind protecția avioanelor de asalt:
„Pot să cadă toți vânătorii din însoțire, dar să nu se piardă niciun avion însoțit.”
Căpitanul av. Alexandru Șerbănescu a fost decorat pe 16 februarie 1944 cu Ordinul Virtutea Aeronautică cu spade, clasa Crucea de Aur cu prima și a doua baretă și clasa Cavaler „pentru curajul și destoinicia dovedită ca comandant de escadrilă, doborând 4 avioane inamice, în lupte aeriene. A executat 137 misiuni pe front”.
Pe 10 martie, într-o misiune de vânătoare liberă, Al. Șerbănescu obține cea de a 36-a victorie aeriană.

Șerbănescu împreună cu Irina Burnaia.

Datorită atacului la sol asupra aerodromului Nikolaev, în 12 martie grupurile 8 și 9 se retrag pe aerodromul Tătarca, lângă Odesa, iar între 29 martie și 5 aprilie Grupul 9 Vânătoare se retrage pe aerodromul Tecuci. Pentru transportarea personalului în țară se apelează la cele două avioane Ju-52 ale Escadrilei Bugului a cărei comandant era Irina Burnaia. Deoarece grupul mai avea în dotare doar 10 „G”-uri, în 25 aprilie Generaloberst Otto Deßloch promite avioane Bf 109 noi, promisiune pe care și-o ține în iunie, grupul, rebotezat „Deßloch-Șerbănescu”, primind din partea sa 6 „G”-uri noi și având ca ofițer de legătură tot pe lt. Ludwig Neuböck. Între timp, Grupul 9 Vânătoare a continuat să asigure protecția avioanelor de bombardament care acționau în zona Dubăsari – Grigoriopol, Șerbănescu fiind felicitat de aviația germană în 22 mai pentru a 40-a victorie.

Gr. 9 Vt. la Tecuci.
Lt. T. Greceanu, lt. Simionescu, lt. Dușescu, lt. Șenchea, cpt. Șerbănescu și lt. Neuböck.

În 5 aprilie reîncep bombardamentele executate de forțele Națiunilor Unite asupra obiectivelor strategice și economice românești. Primul raid de proporții, cunoscut sub numele de Operațiunea Tidal Wave, a avut loc la 1 august 1943, când, în jur de 177 de bombardiere americane B-24 Liberator au participat la operațiunea de atacare a instalațiilor petroliere de pe Valea Prahovei. În 1944 bombardamentele se fac în sistem navetă, bombardierele americane decolând din Italia, de la bazele de la Foggia, iar după bombardamentul asupra Ploieștiului aterizând în URSS, la Poltava și Mirgorod, dincolo de Nipru (operațiunea Frantic). În zilele următoare se făcea traseul invers. În aceste raiduri bombardierele B-17 și B-24 erau escortate de avioane de vânătoare P-38 Lightning („indianul cu două pene”) și P-51 Mustang („indianul cu o pană”).

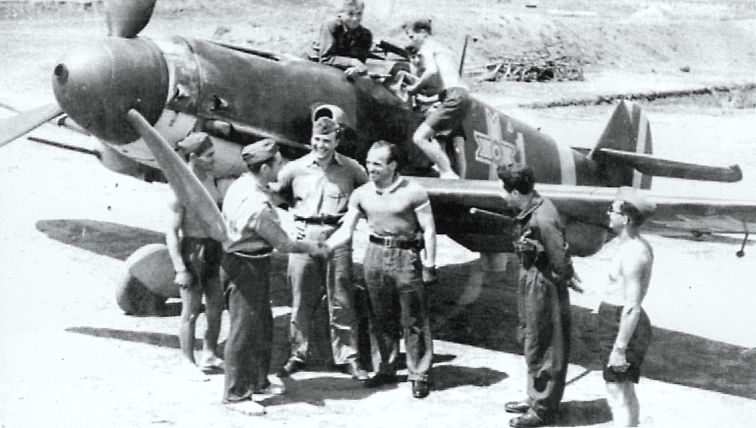
Șerbănescu felicitând un pilot din Gr. 9 Vt. în urma unei misiuni.

Au avut loc 3 raiduri în aprilie, 4 în mai, 4 în iunie, 6 în iulie și 5 în august. În raidul din 11 iunie, Șerbănescu doboară primul său avion american, un B-17, a 45-a sa victorie. Deoarece numărul bombardierelor și avioanelor de escortă care efectuau raidurile de bombardament era tot mai mare, germanii au cerut grupurilor 7 și 9 să participe la apărare împreună cu ei, în formații cât mai mari, „Sternflug” (română zbor în stea). În 31 iulie formația de bombardament cuprindea peste 360 de bombardiere. Șerbănescu a reușit să doboare un Mustang, și încă unul în 4 august. Acestea aveau să fie ultimele sale victorii.

### Căderea
În 10 august are loc un raid de bombardament la care iau parte peste 450 de bombardiere și escorta lor. Grupul cpt. Șerbănescu încearcă să li se opună cu 14 avioane, însă fără succes, având și o pierdere, pe adj. maj. av. Ioan Panaite (8 victorii). În ultima perioadă căzuseră mulți aviatori din grup, inclusiv cpt. av. Gheorghe Popescu Ciocănel (comandantul Escadrilei 57 Vânătoare, 9 victorii). Grupul mai număra doar 13 piloți.
Comandanții grupurilor de vânătoare sunt convocați la București, unde gen. Gheorghe Vasiliu, comandantul Regiunii 1 Aeriene, în prezența generalului german Alfred Gerstenberg le reproșează „ineficiența mult lăudaților săi piloți”, acuzație nemeritată de lașitate, care îl afectează profund. Totuși, superiorii își dau seama de șansele reduse în luptă și vânătorilor li se ordonă să nu angajeze lupta decât în formații de putere comparabilă. Practic li se recomandă să evite lupta, recomandare cu care Șerbănescu nu este de acord, și spune că el personal va lupta, la nevoie singur, declarând, după amintirile lui T. Greceanu:
„Nu înțeleg ca un inamic, oricât de mare și puternic ar fi, să intre în țara mea ca-n sat fără câini și s-o pustiească. (...) Nu se va putea spune că în România nu a ieșit niciun român în fața americanilor, chiar dacă pierdem bătălia.”

Înmormântarea cpt. av. Al. Șerbănescu în Cimitirul militar Ghencea.

Înmormântarea cpt. av. Al. Șerbănescu în Cimitirul militar Ghencea.

În 18 august are loc un raid de bombardament la care participă 370 de bombardiere, împreună cu escorta lor, în total în jur de 800 de avioane. Piloții Grupului 9 Vânătoare se pregătesc. Bâzu vine la aerodrom ultimul, al 13-lea. Șerbănescu are un presentiment și-i recomandă să nu zboare, însă Bâzu refuză, spunând că ghinionistul ar fi cazul să fie el. Cei 13 decolează, intenționând să se alăture celor 12 aviatori din Grupul 7 Vânătoare și a încă 24 din Luftwaffe. Pe drum, unul din avioane are o defecțiune și se întoarce, rămânând 12. În dreptul Brașovului întâlnesc o patrulă de Mustanguri, cu care angajează lupta. În ajutorul lor vin alte 16 Mustanguri, iar lupta se duce la înălțimea de cca. 8000 m, unde Mustangurile sunt superioare. Cei 12 sunt copleșiți, iar Șerbănescu, căruia se pare că nu-i funcționa radioul, neputând fi avertizat, este lovit și cade în valea Buzăului. Este căutat de coechipierul său, Dobran, cu ajutorul unui avion Fieseler Storch și găsit lângă Rușavăț. Fiind cunoscut și iubit de contemporani, moartea sa a fost considerată una din cele mai grele pierderi pentru aviația românească de vânătoare. În jurnalul său, Ion Dobran nota în data de 18 august 1944:
„Sunt dezorientat și am sufletul greu. A căzut o stea! A căzut din înălțimi un titan fulgerat. A fost de ajuns străfulgerarea unei clipe pentru a se scrie un destin.”
Este înmormântat cu onoruri militare în data de 22 august 1944, la înmormântare participând atât un detașament român, cât și unul german.
Comandantul său, gen. de escadră Emanoil Ionescu, l-a caracterizat astfel:
„Caracter integru, perfect, loial, un distins patriot, în luptă a dat dovadă de mult curaj, calm și sânge rece, disprețuind moartea, insuflând și altora spiritul de sacrificiu, precum și încrederea în material, în știința și arta de a-l întrebuința. A avut cea mai frumoasă activitate de război, totalizând 590 de misiuni de luptă, 235 de lupte aeriene, 47 de avioane doborâte. A știut să-și conducă Grupul cu cele mai mici pierderi.”
După moartea sa, în data de 19 august comandorul George Miclescu, comandantul Sectorului 2 Vânătoare, a retras toate grupurile de vânătoare, orice rezistență în fața bombardamentelor americane încetând. Tot în data de 19 august a fost și ultimul raid de bombardament american, însă cu forțe mult reduse.

## Decorații și citări
|  | Denumire                                                                          | Dată                  | Ocazie                                            |
|  | --------------------------------------------------------------------------------- | --------------------- | ------------------------------------------------- |
|  | Medalia comemorativă Peleș                                                        | 26 septembrie 1933    | Semicentenarul Castelului Peleș                   |
|  | Ordinul Bene Merenti (Ordinul Casei de Hohenzollern), clasa a IV-a,               |                       |                                                   |
|  | Ordinul Virtutea Aeronautică cu spade, clasa Crucea de Aur cu o baretă            | 16 februarie 1944     | Campania antisovietică                            |
|  | Ordinul Virtutea Aeronautică cu spade, clasa Crucea de Aur cu 2 barete            | 16 februarie 1944     | Campania în colaborare cu flotila „Udet”          |
|  | Ordinul Virtutea Aeronautică cu spade, clasa Cavaler                              | 16 februarie 1944     | Campaniile din URSS din 1943                      |
|  | Ordinul Virtutea Aeronautică cu spade, clasa Cavaler cu o baretă                  | 6 octombrie 1944      | Campaniile din URSS din 1944                      |
|  | Ordinul Virtutea Aeronautică cu spade, clasa Cavaler cu 2 barete                  | 6 octombrie 1944      | Campaniile din URSS din 1944                      |
|  | Ordinul Virtutea Aeronautică cu spade, clasa Ofițer                               | 6 octombrie 1944      | Campaniile din URSS din 1944                      |
|  | Ordinul Mihai Viteazul, clasa a III-a,                                            | 30 august 1943        | Campania de la Mariupol și 27 de victorii aeriene |
|  | Ordinul Coroana României, clasa a IV-a, cu spade și panglică de Virtute Militară, | 13 decembrie 1943     | Luptele de la Melitopol și Nipru                  |
|  | Ordinul Steaua României, clasa a V-a, cu spade și panglică de Virtute Militară,   | 20 decembrie 1943     | Luptele de la Melitopol și Nipru                  |
|  | Ordinul Crucea de Fier, clasa a II-a,                                             | Probabil 6 iunie 1943 | Campania în colaborare cu flotila „Udet”          |
|  | Ordinul Crucea de Fier, clasa I,                                                  | 17 august 1943        | Bătălia din 16 august 1943                        |

A fost propus să fie decorat cu:
- Ordinul Virtutea Aeronautică cu spade, clasa Comandor,[78]
- Ordinul Mihai Viteazul, clasa a II-a.[78]

Pentru fapte de bravură deosebite, Alexandru Șerbănescu a fost citat:
- pe Ordin de zi nr. 5 din 14 ianuarie 1944 pentru lupta de unul singur deasupra aerodromului Lepetiha împotriva a 11 avioane sovietice, reușind să doboare unul;[54]
- pe Ordin de zi pe Aeronautică nr. 1181/C din 22 mai 1944 cu ocazia celei de a 40-a victorie aeriană a sa.[82]

A fost propus a fi înaintat în mod excepțional la gradul de lt. comandor.

## Memoria posterității

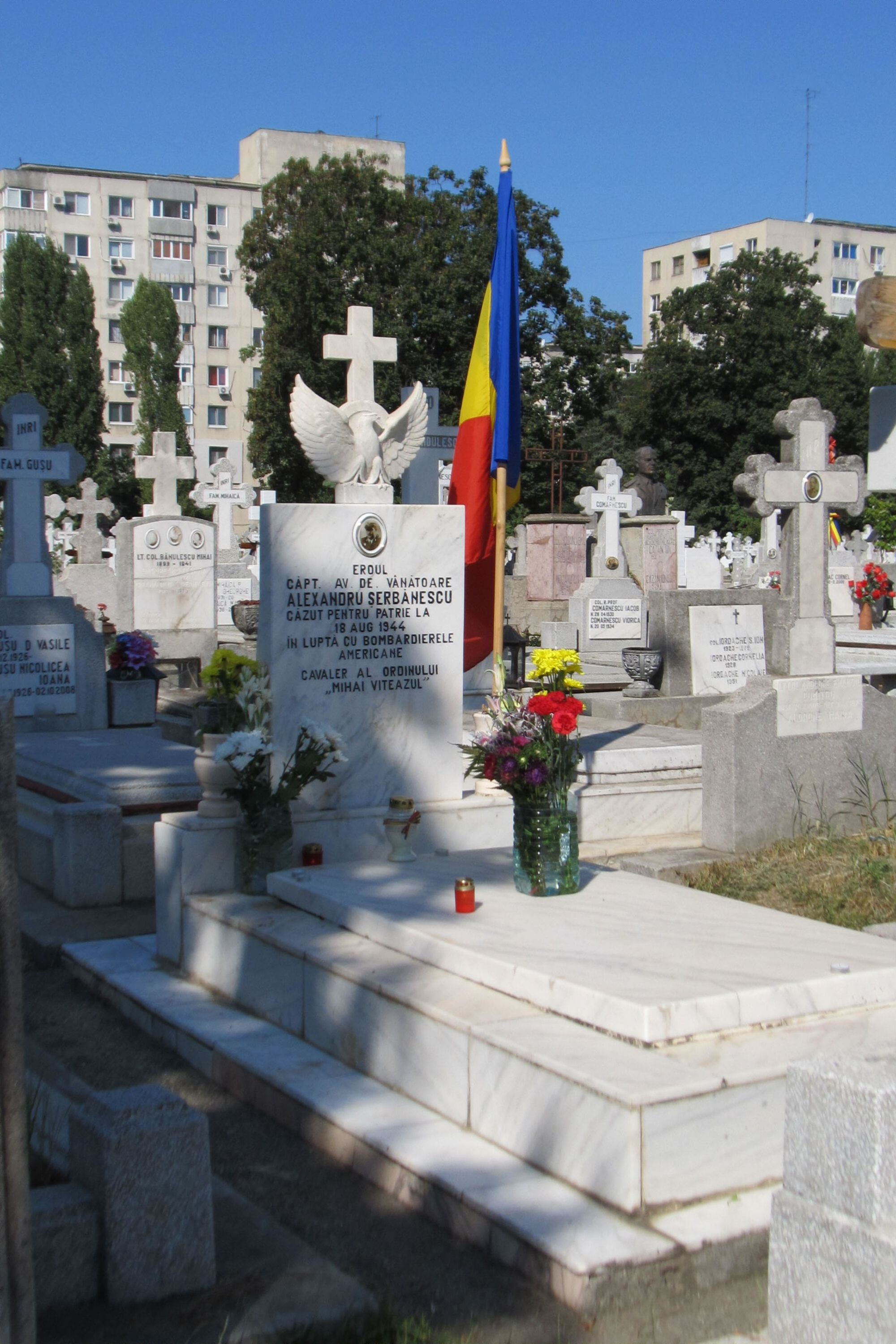
Mormântul lui Alexandru Șerbănescu din Cimitirul militar Ghencea.

Neluptând nicio zi alături de URSS, după 23 august 1944 autoritățile române n-au avut interes să popularizeze faptele de arme ale lui Alexandru Șerbănescu, el fiind necunoscut generației de după cel de al Doilea Război Mondial.
În 28 august 1993, cu ocazia Zilei Regimentului, la baza aeriană Deveselu s-au sărbătorit 40 de ani de la dislocarea unității pe acest aerodrom și trecerea pe MiG-15. Cu această ocazie, în prezența comandantului de atunci al Aviației Militare, g-ral mr. Ion Stan, a g-ral mr. Constantin Mereu, inspector pentru aviație în Statul Major General și a arhiereului vicar Irineu Slătineanul a fost dezvelit un bust de bronz al cpt. av. Alexandru Șerbănescu realizat de sculptorul Musta Alin. Odată cu înmânarea noilor drapele de luptă s-a anunțat că Baza 91 Aeriană Deveselu va purta numele cpt. av. Alexandru Șerbănescu. Această bază a fost dezafectată în 2002.
În anul 1994, în baza acordului nr.222/1944 al M.Ap.N.- Statul Major al Aviației și Apărării Antiaeriene și în conformitate cu prevederile Legii nr.44/94, la sugestia pictorului Ion Țarălungă a fost înființată Fundația „Erou Căpitan Aviator Alexandru Șerbănescu”. Este o organizație nonprofit, pe durata nedeterminată și are drept scop (inițial) cunoașterea istoriei aviației militare, păstrarea memoriei marelui aviator Cpt. Alexandru Șerbănescu în demnitate și onoare, organizarea de colocvii cu teme care sa readucă în conștiința publică faptele eroice, profesionalismul și jertfa supremă a piloților de vânătoare, bombardament, recunoaștere și informații din cel de al 2-lea război mondial, pentru a trezi sentimentul de mândrie națională.
În 2009 președintele fundației este Eleonora Arbănaș, nepoata aviatorului. Din fundație fac parte, ca membri de onoare: g-ral de flotilă aeriană av. Ion Dobran; istoricul prof. Vasile Tudor și g-ral de flotilă aeriană Constantin Mereu.
Realizări ale fundației:
- Atribuirea numelui căpitanului aviator unei artere din București, cartierul Aviației, arteră care face legătura dintre Șoseaua Pipera cu Bulevardul Aerogării (Băneasa).[85][87]
- Ziua de 18 august a devenit o zi de comemorare a aviatorilor din cel de al Doilea Război Mondial, întâlnirile având loc la ora 9:00 în cimitirul Ghencea Militar, iar din cinci în cinci ani fundația, în strânsa colaborare cu Statul Major al Forțelor Aeriene, organizează la 18 august comemorarea eroului cu onoruri militare, ultima manifestare de acest fel având loc în anul 2004, manifestare la care a participat și șeful Statului Major al Forțelor Aeriene Gen. Gheorghe Catrina.[85]
- La 1 decembrie 2006 în baza aprobării Ministrului Apărării, a Raportului nr. 3307 al șefului pentru Relația cu Parlamentul și Informare Politică s-a acordat denumirea de „Erou Cpt. Av. Alexandru Șerbănescu” Bazei aeriene 95 Bacău, iar în incinta bazei a fost dezvelit bustul eroului.[88][89]
- Din 2007 Școala Generală din Colonești-Olt poartă numele lui Alexandru Șerbănescu.[85]
- În data de 5 iunie 2008 a fost dezvelit ansamblul monumental Trepte spre cer ale eroilor neamului cu bustul lui Alexandru Șerbănescu, amplasat în fața primăriei din Colonești.[90]
- Teme de istorie a aviației prezentate de membrii fundației și participarea reprezentanților fundației la diferite manifestări.[85]

În Orizont Aviatic Cornel Marandiuc spunea:
      „Alte țări, națiuni, aviații și istorici nu obosesc în a-și elogia, pomeni și explica eroii aviatori, ai războiului ultim, în a-i onora în fel și chip. Iar noi nu le putem nici măcar publica jurnalele ori memoriile.
      Ești liber astăzi, căpitane Șerbănescu, poți să pășești pe străzile Bucureștiului și ale țării dar ești un necunoscut. Este foarte târziu să te mai prezentăm, nu prea avem cui. Te-au ținut prea mult ascuns. Uite însă că o facem totuși, cine știe...”